# Kamenjar
Kamenjar (lat. Monticola saxatilis) je vrsta ptice koja pripada rodu stjenjarki  (Monticola), porodica muharice.

## Područje rasprostranjenosti u svijetu i RH
Kamenjar je u Europi gnjezdarica, selica koja zimuje u Africi. U Hrvatskoj ovu vrstu nalazimo češće u primorju. Mediteranske populacije selidbu započinju u kolovozu i srpnju te migriraju noću. 

## Veličina RH populacije
1000 – 5000 parova.

## Stanište
Obitava na otvorenim stjenovitim područjima, stijenama s kamenjarskim livadama i u ruševinama. Za razliku od modrokosa veći broj parova odabire manje strma staništa, s grupama stijena i kamenjare sa škrapama. 

## Fenologija vrste i biologija vrste
Mužjak je za gniježđenja jedna od ruhom najupadljivijih ptica, s jedinstvenom kombinacijom plave glave i plašta, riđim donjim dijelovima i kratkim repom. Ima bijela leđa, koja su najbolje vidljiva u letu. Plaha je vrsta te ju je dosta teško vidjeti. Duljina tijela je 18.5 cm, a raspon krila 33 – 37 cm. 
Jedinke ove vrste većinom su solitarne. Gniježđenje započinje krajem travnja, a traje još i kroz svibanj i lipanj. Tijekom sezone gniježđenja ima 1 – 2 legla, s 4 – 5 jaja. Gnijezda se nalaze u horizontalnim pukotinama u stijenama, liticama, ali i zidovima u ruševnim građevinama, a ponekad i u dupljama u drvetu. Gnijezdo gradi od travki i mahovina. 

## IUCN kategorija ugroženosti i zakonska zaštita
Kamenjar prema Crvenoj knjizi ptica Hrvatske (Tutiš i sur. 2013.) ima kategoriju ugroženosti: najmanje zabrinjavajuća (LC) vrsta. 
Sukladno Zakonu o zaštiti prirode (80/13) i Pravilniku o strogo zaštićenim vrstama (NN 114/13) kamenjar je strogo zaštićena vrsta u RH.
- ilustracija mužjaka i ženke
- Ravnjak Bozdağı, Kapadokija
- jaje
- Monticola saxatilis